# Deficiência visual cortical
Deficiência visual cortical (DVC) é uma  forma de deficiência visual causada por um problema cerebral mais que um problema no olho (deficiência ocular). Algumas pessoas possuem tanto deficiência visual  cortical quanto uma deficiência ocular.
A DVC é chamada algumas vezes de cegueira cortical, embora muitas pessoas com DVC não sejam totalmente cegas. O termo deficiência visual neurológica abrange tanto a DVC quanto a cegueira cortical total. A maturação visual atrasada, outra forma de deficiência visual neurológica é similar à DVC, exceto que as dificuldades da criança portadora são resolvidas em poucos meses. Embora a visão de uma pessoa com DVC possa mudar, raramente se torna totalmente normal.
As maiores causas são: Asfixia, hipoxia (oxigênio insuficiente nas hemácias) ou isquemia (sangue insuficiente no cérebro), que podem ocorrer durante o processo de nascimento; defeitos no desenvolvimento cerebral]; contusões na cabeça; hidrocefalia (quando o fluido cerebroespinal não circula apropriadamente no entorno de cérebro e acumula-se na cabeça, provocando pressão no cérebro); pancada envolvendo o lobo occipital e infeções do sistema nervoso central, como meningite e encefalite.

## Sintomas
Os sintomas são vários, não necessariamente todos estão presentes no mesmo portador. São eles:
- A pessoa exibe uma visão variável. A habilidade visual varia de um dia para o outro, mas também pode flutuar de minuto a minuto, especialmente quando a pessoa está cansada. Quando desenvolve atividades críticas, pessoas com DVC devem estar preparadas para a flutuação da visão, tomando precauções tais como carregar sempre uma bengala, mesmo que não a utilize sempre, ou caso vá proferir uma palestra, por exemplo, possuir a matéria impressa em caracteres grandes. Administrar a fadiga pode reduzir as flutuações, mas não as elimina.

- Um olho pode ter desempenho bem pior que o outro e a percepção de profundidade pode ser limitada (não necessariamente nula).

- O campo de visão pode ser severamente limitado.[1] A melhor visão pode ser central (como visão de túnel), porém mais frequentemente está em outro ponto. É difícil dizer o que a pessoa está realmente olhando. Observe-se que se a pessoa tem uma deficiência visual ocular comum, como nistagmo, isto pode impactar em qual é a parte de melhor visão.[2]

- Mesmo que o campo de visão seja muito estreito, é possível para a pessoa detectar e rastrear o movimento. O movimento é tratado na parte V5 do córtex visual que pode ter escapado ao dano. Algumas vezes, o objeto em movimento pode ser melhor visto que um objeto estacionário; outras vezes a pessoa pode sentir o movimento, mas não pode identificar o que está se movendo.  Algumas vezes é possível para a pessoa ver coisas enquanto move o olhar ao seu redor, o que ela não detecta quando parada. Entretanto, movimentos muito rápidos podem ser difíceis de rastrear; algumas pessoas relatam que objetos de movimento rápido “desaparecem”. Materiais com propriedades refletoras, que simulam movimento podem ser mais fáceis de ver. Entretanto, muitos reflexos podem confundir.

- Alguns objetos podem ser vistos mais fácilmente que que outros. Por exemplo, algumas pessoas podem ter dificuldade de reconhecer faces ou expressões faciais, mas têm menos problemas com materiais escritos. Provavelmente isto se deve às diversas formas com que o cérebro processa coisas diferentes.

- Cores e contrastes são importantes.[3] O processamento cerebral das cores é distribuído de tal forma que é mais difícil de danificar. Assim, os portadores de DVC geralmente preservam a percepção total das cores. Isto pode ser utilizado para criar códigos de cores para os objetos que sejam difíceis de identificar de outra maneira. Algumas vezes, o vermelho e o amarelo são mais fáceis de ver, já que não resultam em contraste pobre entre o objeto e o fundo.

- Os portadores de DVC preferem uma vista simplificada. Quando lidam com texto, por exemplo, a pessoa pode preferir ver apenas uma pequena quantidade por vez. Geralmente, a pessoa segura o texto próximo a seus olhos, tanto para o texto parecer maior, quanto para minimizar a quantidade que precisa olhar. Isto também assegura coisas importantes, como as letras não estarem completamente escondidas atrás de nenhum escotoma. Além disto, reduz a chance de se perder no texto. Entretanto, a simplificação da vista não deve ser feita de forma que seja necessária uma movimentação muito rápida para navegar ao longo de dum documento longo, já que muito movimento causa outros problemas (ver acima).

- Ao visualizar um conjunto de objetos, os portadores podem vê-los se eles puderem olhar para um ou dois de cada vez. Também visualizam mais facilmente objetos familiares que novos. Colocar os objetos em um fundo plano também facilita a visão.

- Pelo mesmo motivo, a pessoa não gosta de salas cheias e outras situações nas quais tenham que processar o sentido de muitas informações visuais.

- O processamento visual pode exigir um grande esforço. Frequentemente, a pessoa tem que fazer uma escolha consciente sobre como dividir o esforço mental entre dar sentido aos dados visuais e desempenhar outras tarefas. Por exemplo, manter contato visual é difícil, o que pode gerar problemas na cultura ocidental (como criar vínculos, e ser vista com suspeição pelos outros.[4]

- Também pode ser difícil para alguns portadores olhar um objeto e alcança-lo ao mesmo tempo. Olhar e alcançar são dois atos separados: olhar, desviar o olhar e alcançar.

- O portador de DVC às vezes pode se beneficiar de uma forma de visão cega, que se manifesta como um tipo de consciência do entorno que não pode ser explicada (por exemplo, a pessoa “adivinha” o que deve fazer para evitar um obstáculo sem ter visto de fato o obstáculo). Entretanto, não se deve confiar que funcione sempre. Em contraste, outros portadores apresentam dificuldades espaciais e possuem dificuldades de se movimentar em seu ambiente.

- Aproximadamente um terço das pessoas com DVC apresentam fotofobia. Pode levar mais tempo que o usual ajustar grandes varações no nível de luminosidade e flashes fotográficos podem ser dolorosos. Por outro lado, em alguns casos, pode haver o desejo compulsivo de olhar para fontes de luz, inclusive coisas como chamas de vela e lâmpadas fluorescentes.[5] O uso de boa iluminação para as tarefas é frequentemente benéfico.

- Embora as pessoas (com ou sem DVC) geralmente considerem que veem as coisas como elas realmente são, na realidade o cérebro pode estar trabalhando para “preencher” as falhas visuais, faz com que pareça que as pessoas pensem que veem coisas que se modificam após inspeção mais cuidadosa. Isto ocorre com mais frequência com os portadores de DVC. Assim, eles podem olhar para uma ilusão de ótica ou pintura abstrata e perceber coisas significativamente diferentes do que as pessoas não-portadoras percebem.

A presença de DVC não significa necessariamente que o cérebro da pessoa esteja danificado em qualquer outra área, mas pode ocorrer concomitantemente com outros problemas neurológicos, sendo a epilepsia o mais comum.

## Diagnóstico
Diagnosticar é difícil.  O diagnóstico é feito geralmente quando o desempenho visual é pobre, mas não é possível obtê-lo de um exame do olho. Quando a DVC era muito desconhecida entre os profissionais, concluía-se que o paciente estava falseando os problemas ou, por algum motivo induzia-se ao autoengano. Entretanto, hoje existem técnicas que não dependem do relato dos pacientes, como Imagens de ressonância magnética ou o uso de eletrodos para detectar a resposta da retina e do cérebro aos estímulos. Elas podem ser utilizada para verificar se o problema deve-se ao mau funcionamento do córtex e/ou da via visual posterior.